# Marieme Ba (basket-ball)
Pour les articles homonymes, voir Marieme Ba et Ba.
Marieme Ba est une joueuse sénégalaise de basket-ball.

## Carrière
Marième Bâ évolue en équipe du Sénégal dans les années 1970 et 1980 et remporte notamment le Championnat d'Afrique féminin de basket-ball 1977, le Championnat d'Afrique féminin de basket-ball 1979 et le Championnat d'Afrique féminin de basket-ball 1981. Elle participe aussi au Championnat du monde féminin de basket-ball 1975, terminant à la 13e place.
Elle joue en club à l'AS Bopp Basket Club, remportant la Coupe d'Afrique des clubs champions en 1985.